# Miguel Henrique Otero
Miguel Henrique Otero (Caracas, Venezuela, 3 de marzo de 1947) es un periodista venezolano, presidente y director del periódico El Nacional, que dirige desde el exilio. Fue vicepresidente del Bloque de Prensa, la asociación de prensa principal de Venezuela. Miguel Henrique Otero es reconocido como pionero en el uso de nuevas tecnologías en el periodismo y en la gestión de empresas de medio de comunicación. También fue presidente del Grupo de Diarios América, miembro de la directiva de la Sociedad Interamericana de Prensa y de la  Asociación Mundial de Periódicos y Editores de Noticias (WAN-IFRA). Es hijo del escritor Miguel Otero Silva.

## Educación
Otero se graduó con un título en Matemáticas de la Universidad Central de Venezuela. Después de realizar estudios de posgrado en administración empresarial, viaja a Europa para estudiar economía en Churchill College, Cambridge, y sociología en la Universidad de Sorbonne. Después de regresar a Venezuela  empieza una extensa actividad cultural, política y empresarial que continúa hoy en día.

## Actividad pública
En 1977  fue nombrado como secretario general del Ateneo de Caracas. Fundó la Editorial Ateneo de Caracas, donde más de 600 obras han sido publicadas. 

### Diputado
En 1983  es electo como diputado independiente  para el Congreso Nacional representando al estado Anzoátegui, nombrado por Democracia Cristiana. En 1988  es reelecto y en 1993 repite otro periodo, pero con una base uninominal. 

### Movimiento 2D
A finales de 2007 Otero fundó el movimiento de oposición Movimiento 2D que apoyó a la coalición de partidos políticos opositores de la Mesa de la Unidad Democrática (MUD) en las elecciones parlamentarias de 2010. En abril de 2015, la juez María Eugenia Núñez ordenó la prohibición de salida de Venezuela a 22 directores de El Nacional, La Patilla y Tal Cual, incluyendo a Miguel Henrique Otero, acusados de difamación agravada del presidente de la Asamblea Nacional, Diosdado Cabello. A raíz de amenazas y medidas legales, Miguel Henrique Otero huyó de Venezuela y se ha visto obligado a dirigir su periódico desde Madrid. El gobierno venezolano ha llevado a cabo varias demandas de naturaleza política y lo ha amenazado públicamente con arrestarlo de regresar a Venezuela.

## Premios
- El 23 de noviembre de 2010  recibió el Premio Internacional de Periodismo presentado por el diario El Mundo de España.
- En 2015 recibió el Premio Luca De Tena, otorgado por el diario ABC de España. La nominación de Miguel Henrique Otero fue propuesta por el expresidente español José María Aznar y el expresidente colombiano Andrés Pastrana.
- El 12 de julio de 2017 obtuvo el premio Libertad otorgado por el Club Liberal de España.